# Via Verde Shopping
O Via Verde Shopping localiza-se na cidade de Rio Branco, no estado brasileiro do Acre.
Primeiro empreendimento de um shopping center no estado, o complexo foi inaugurado em novembro de 2011. Conta com 167 lojas, sendo 8 âncoras, 2 mega-lojas, 6 salas de cinemas da rede Cine Araújo .
O empreendimento gerou 2.200 empregos diretos, constituindo-se no maior empregador privado no Acre.
Possui 10 lojas âncoras: C&A, Centauro, Lojas Americanas, Marisa, Renner, Riachuelo, Bemol, Lojas Avenida e Cine Araújo.